# بيلجرينو روسي
بلجرينو روسي (بالفرنسية: Pellegrino Rossi) (13 يوليو/ تموز 1787 - 15 نوفمبر/ تشرين الثاني 1848) خبير اقتصادي إيطالي وسياسي وقانوني. كان شخصية مهمة في ملكية يوليو في فرنسا ووزيراً للعدل في حكومة الدولة البابوية في ظل البابا بيوس التاسع.

## روابط خارجية
- بيلجرينو روسي على موقع الموسوعة البريطانية (الإنجليزية)